# Catastrophe du téléphérique de Cavalese
Ne doit pas être confondu avec l'accident du téléphérique de Cavalese de 1998.
La catastrophe du téléphérique de Cavalese est l'accident de téléphérique le plus meurtrier de l'histoire : le 9 mars 1976, le câble de support s'est rompu alors qu'une cabine de téléphérique entièrement occupée descendait du mont Cermis, près de la station de ski italienne de Cavalese dans les Dolomites à 40 km au nord-est de Trente.

## Description
La cabine, pesant trois tonnes, est tombée d'environ 60 mètres à flanc de montagne, puis a dévalé 100 mètres jusqu'à une prairie. Le chariot de trois tonnes est tombé sur la cabine et l'a écrasée, ce qui explique, selon le responsable local des pompiers, qu'il y ait si peu de survivants.
Quarante-trois personnes sont décédées, dont 15 enfants âgés de 7 à 15 ans et l'employé de 18 ans qui gérait le téléphérique. Les premiers rapports faisaient état de 42 morts et un disparu ; cependant, le dernier corps, celui de Fabio Rustia, a été retrouvé plus tard. Le seul survivant fut une jeune fille de 14 ans, Alessandra Piovesana, qui était en voyage scolaire et qui était avec deux amis au moment de l'accident. Elle a témoigné dans les procès et a travaillé ensuite comme journaliste pour le magazine scientifique Airone,,.
Le téléphérique avait une capacité de 40 personnes ou 3 200 kg. Au moment de l'accident, en fin d'après-midi, le téléphérique transportait 44 occupants, nombre acceptable selon l'exploitant en raison du nombre d'enfants. Les passagers se composaient de 21 Allemands de l'Ouest, 11 Italiens, 7 Autrichiens et d'une Française,,.

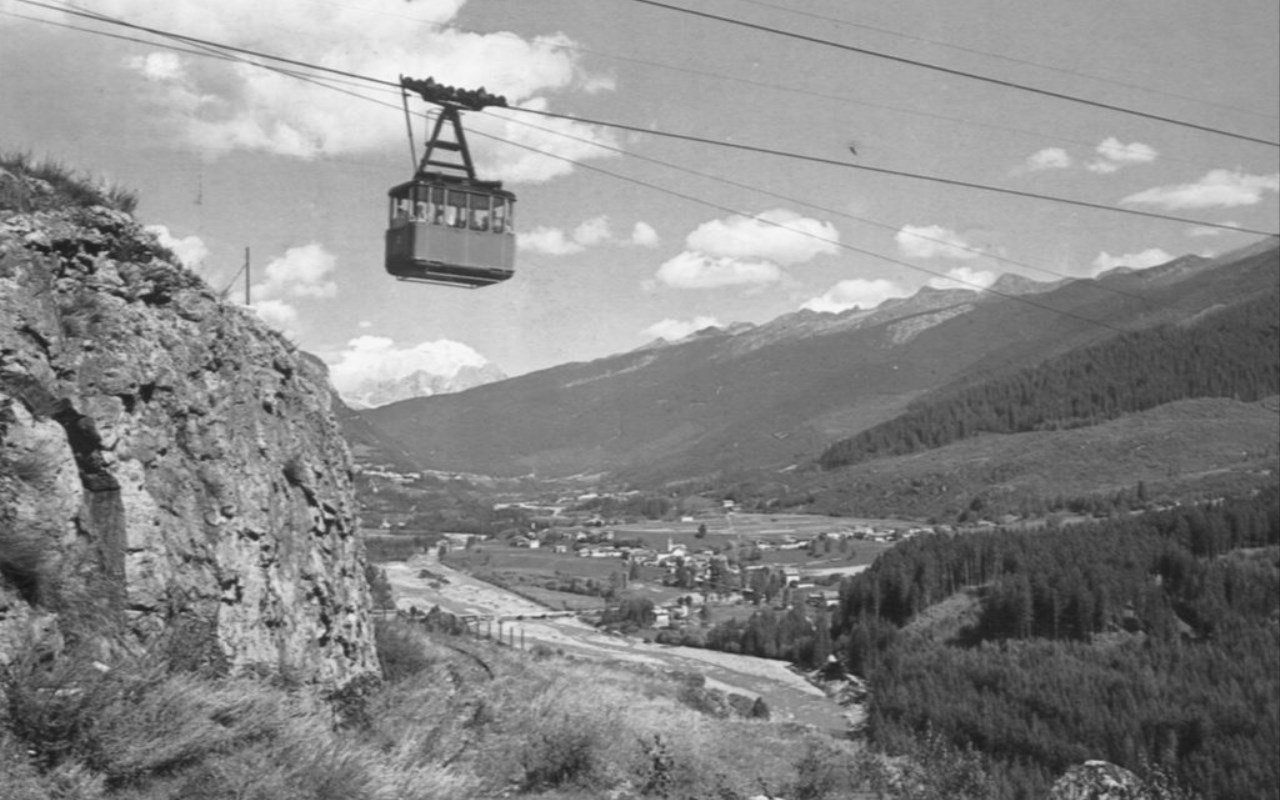
Le téléphérique en 1976, avant l'accident.
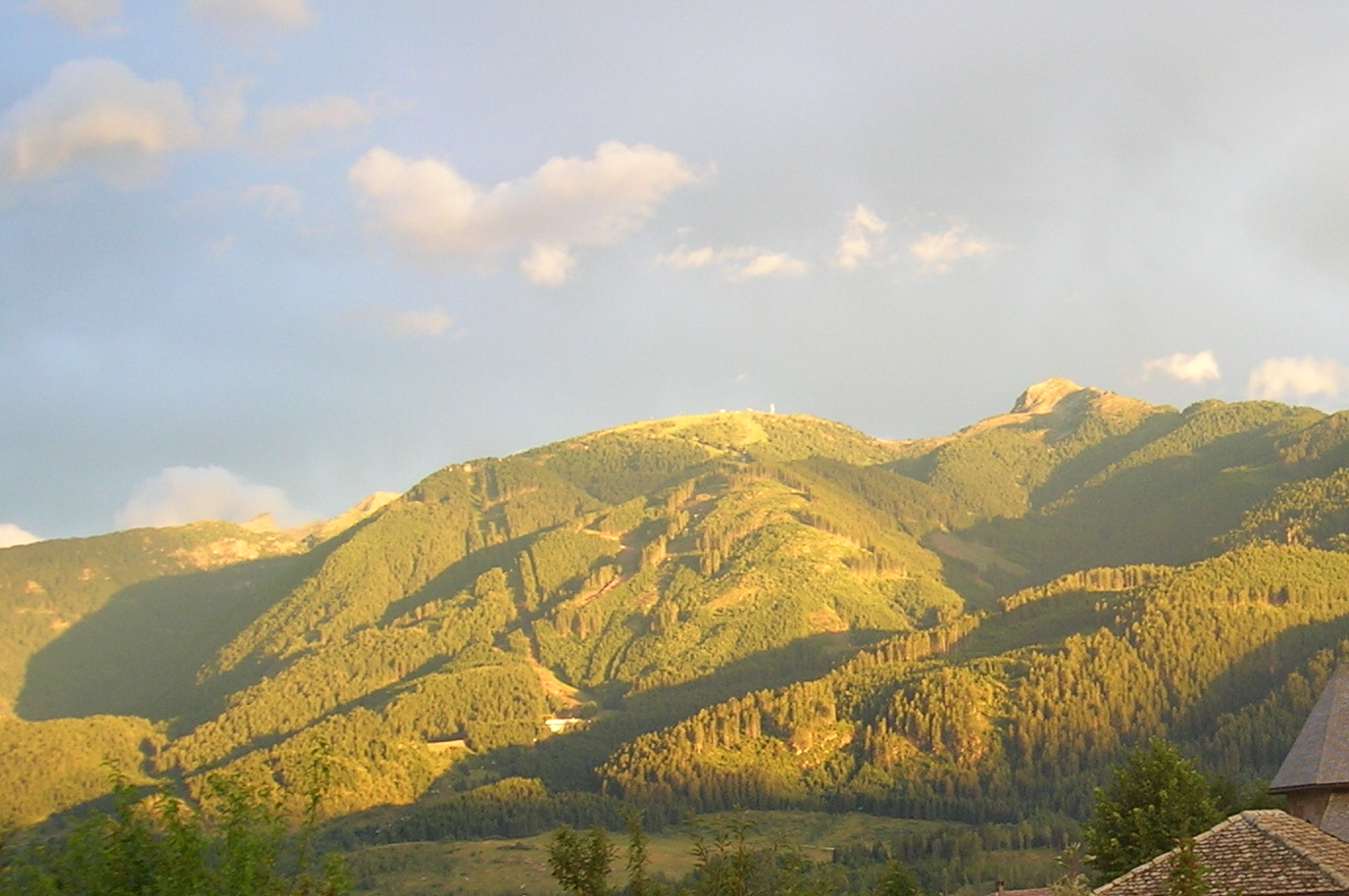
Montagne de Cermis près de Cavalese.

## Origine
L'enquête a révélé que les câbles fixes et mobiles se sont cisaillés après avoir été rapprochés et croisés par des vents violents. De plus, le système de sécurité, qui aurait pu empêcher le drame, avait été désactivé. Quatre responsables ont été emprisonnés.